# Vol. II (Hurt)
Vol. II è il quarto album in studio del gruppo rock statunitense Hurt, pubblicato nel 2007.

## Tracce
1. Summers Lost – 6:10
2. Ten Ton Brick – 3:50
3. Aftermath – 3:13
4. Abuse of SID – 4:50
5. Alone With the Sea – 5:22
6. Talking to God – 4:53
7. Loded – 3:13
8. Better – 4:27
9. Assurance – 4:34
10. On the Radio – 5:10
11. Et Al – 5:22
12. Thank You for Listening – 6:55

## Formazione
- J. Loren Wince - voce, chitarra, violino, banjo, arrangiamento archi
- Evan Johns - batteria
- Josh Ansley - basso
- Paul Spatola - chitarra, dobro, piano